# Pękoszów
Pękoszów – osada w Polsce położona w województwie dolnośląskim, w powiecie głogowskim, w gminie Kotla.
Do 2023 r. miejscowość była przysiółkiem wsi Skidniów.
W latach 1975–1998 miejscowość administracyjnie należała do województwa legnickiego.